# Lewoleba Airport
Lewoleba Airport är en flygplats i Indonesien. Den ligger i den sydöstra delen av landet, 1 800 km öster om huvudstaden Jakarta. Lewoleba Airport ligger 35 meter över havet. Den ligger på ön Pulau-pulau Solor.
Terrängen runt Lewoleba Airport är platt åt nordväst, men åt sydost är den kuperad. Havet är nära Lewoleba Airport åt nordväst.Runt Lewoleba Airport är det ganska glesbefolkat, med 31 invånare per kvadratkilometer. I omgivningarna runt Lewoleba Airport växer huvudsakligen savannskog.